# Nedostatek mědi u rostlin
Nedostatek mědi u rostlin je označení pro fyziologické poškození rostlin způsobené nedostatkem příjmu mědi. Mezi rostlinami se projevují velké druhové rozdíly jak v nárocích, tak i ve schopnosti příjmu mědi z půdy. Hladina mědi v rostlinách je velmi nízká - 6 ppm), odle jiných kolísá 1,5 - 8,5 ppm. Nadbytek mědi může rovněž vyvolat poškození rostlin.
Měď se vyskytuje především v nadzemních částech, v dřevnatých stoncích. V listech je relativně vysoká koncentrace mědi v chloroplastech. V rostlině se měď účastní metabolických procesů, především v proteinovém a sacharidovém metabolismu.
Bobovité rostliny vyžadují dostatek mědi k symbiotické fixaci vzdušného dusíku. Při nedostatku molybdenu u bobovitých dochází k poruchám výživy dusíkem.

## Symptomy
zasýchání vrcholků, zkroucené listy, chlorotické skvrny na mladých listech.  
Nedostatek mědi u rostlin se projevuje jako chronické onemocnění. Postižené rostliny rostou zpočátku normálně, později dochází k postupnému odumírání listů rostliny, zastavení růstu a vadnutí. Dochází k zasychání a změně barvy starých listů do silně žlutého odstínu. Dříve jsou postiženy především starší listy.
Podle dostupných zdrojů se mladší listy u jahod nejprve jednotně zbarví světle žlutě (chloróza). Vnitřní oblasti listů žloutnou, přičemž vnější okraj a žilky zůstávají zelené, Symptomy jsou podobné nedostatku zinku. Při akutním nedostatku mezižilkové oblasti zbělají, hnědnou a nektrotizují.
U obilnin se zkracuje se délka internodií, je krátký nebo deformovaný klas.